# أديل بافينغتون
أديل بافينغتون (بالإنجليزية: Adele Buffington)‏ هي كاتبة سيناريو أمريكية، ولدت في 12 فبراير 1900 في سانت لويس في الولايات المتحدة، وتوفيت في 23 نوفمبر 1973 في وودلاند هيلز، كاليفورنيا في الولايات المتحدة.

## وصلات خارجية
- أديل بافينغتون على موقع IMDb (الإنجليزية)
- أديل بافينغتون على موقع أول موفي (الإنجليزية)
- أديل بافينغتون على موقع قاعدة بيانات الأفلام السويدية (السويدية)
- أديل بافينغتون على موقع قاعدة بيانات الفيلم (الإنجليزية)